# Deutsche Nachrichten in Griechenland
Die Deutschen Nachrichten in Griechenland waren von 1941 bis 1944 während der Besatzung Griechenlands im Zweiten Weltkrieg eine Tageszeitung mit Redaktionssitz in Athen. Die Erstausgabe erschien am 29. April, einige Tage nach der Kapitulation des Landes. Der Großteil der Auflage ging an Soldaten und das Besatzungspersonal. 
Die Zeitung wurde durch den zum Konglomerat des Franz-Eher-Verlags gehörenden Europa-Verlag herausgegeben. In diesem sicherte sich Max Amann, einer der frühesten Vertrauten Adolf Hitlers, die Kontrolle über die deutschen Auslands- und Besatzungszeitungen. Vorangegangen waren bereits andere Gründungen wie die Deutsche Zeitung in Norwegen, Deutsche Zeitung in den Niederlanden und die Pariser Zeitung.
Die zunehmenden Gebietsverluste im späteren Kriegsverlauf führten dazu, dass die Besatzungszeitungen nach und nach eingestellt wurden, so auch die Deutschen Nachrichten im Jahr 1944.